# Ahrenviölfelder Westermoor
Ahrenviölfelder Westermoor este o arie protejată (arie specială de conservare — SAC, sit de importanță comunitară — SCI) din Germania întinsă pe o suprafață de 69 ha, integral pe uscat.

## Localizare
Centrul sitului Ahrenviölfelder Westermoor este situat la coordonatele 54°32′38″N 9°15′55″E / 54.5439°N 9.2653°E.

## Înființare
Situl Ahrenviölfelder Westermoor a fost declarat sit de importanță comunitară în septembrie 2004 pentru a proteja un număr necunoscut de specii din flora spontană și fauna sălbatică aflate în arealul zonei. Situl a fost protejat și ca arie specială de conservare în ianuarie 2010.

## Biodiversitate
Situată în ecoregiunea atlantică, aria protejată conține 2 habitate naturale: Lacuri și iazuri distrofice naturale, Mlaștini oligotrofe degradate, capabile încă de regenerare naturală.
La baza desemnării sitului se află un număr nedeclarat de specii protejate:
Pe lângă speciile protejate, pe teritoriul sitului au mai fost identificate 1 specie de amfibieni, 1 specie de nevertebrate.